# Bernard Jean Bettelheim

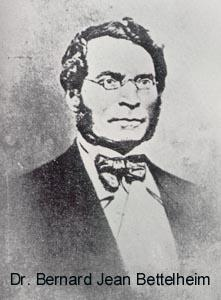
Bernard Jean Bettelheim

Bernard Jean Bettelheim (* 1811 in Preßburg; † 9. Februar 1870 in Brookfield, Missouri) war ein britischer Arzt und evangelischer Missionar ungarisch-jüdischer Herkunft. Er war der erste protestantische Missionar auf Okinawa und dort von April 1846 bis Juli 1854 tätig.

## Leben

### Frühe Jahre
Bettelheim stammte aus einer Familie ungarischer Juden. Er studierte Medizin und wurde zum Doktor promoviert.

### Missionar auf Okinawa

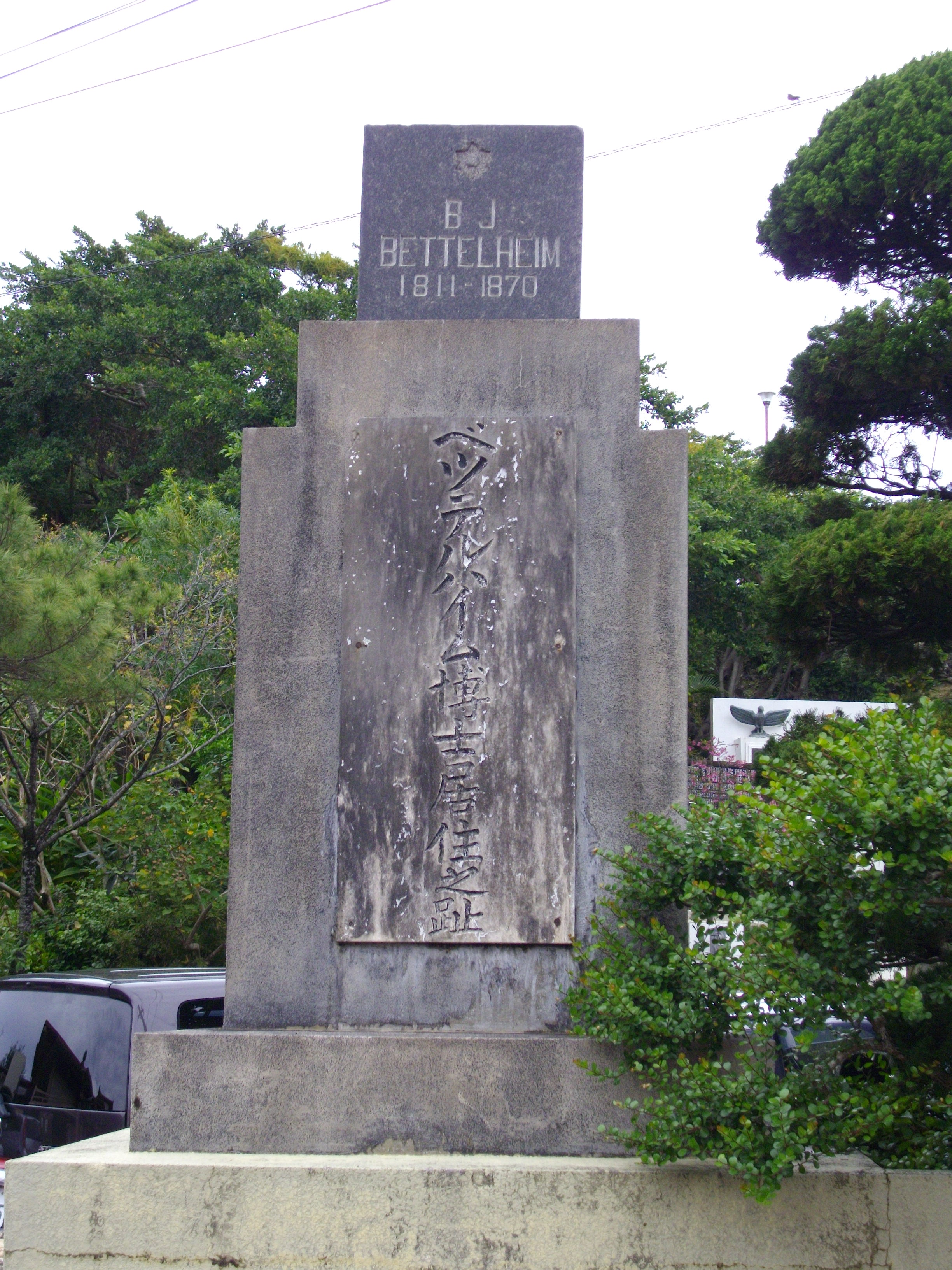
Bettelheim-Denkmal in Okinawa

Bettelheim erreichte Okinawa aus Hongkong kommend am 30. April 1846. Er wurde von einem britischen Schoner, der Starling unter dem Kommando von Captain McCheyne gebracht. Die Starling war zu einem sehr hohen Preis von ihrer regulären Route von Hongkong nach Formosa umgeleitet worden, um Bettelheims Reisegesellschaft auf Okinawa an Land zu bringen. Auf Okinawa wurden ausgeschifft: Bernard Jean Bettelheim; seine Frau, Elizabeth M.; ihre kleine Tochter Rose (geb. 1844); ihr kleiner Sohn Bernard James (geb. Nov, 1845); ein Fräulein Jane, die Hauslehrerin der Kinder; sowie Liu Yu-Kan, ein Kantonese, der als Übersetzer dienen sollte. Während sie auf Okinawa lebten, wurde den Bettelheims am 8. Dezember 1848 eine zweite Tochter geboren, die den Namen Lucy Fanny Loochoo erhielt und als erstes Kind von Europäern auf Okinawa geboren wurde. Liu Yu-Kan, Bettelheims Dolmetscher, verließ Okinawa im März 1849, nachdem sich ein Konflikt zwischen den beiden entwickelt hatte, und begann, zusammen mit den Behörden von Okinawa gegen die Interessen Bettelheims zu wirken.
Die Behörden von Lew Chew waren mit der Anwesenheit Bettelheims auf Okinawa äußerst unzufrieden und brachten dies in einem Schreiben an Commodore Perry, das auf den 10. Juli 1854 datiert ist, offen zum Ausdruck.

„In den Jahren 1844 und 1846 kamen einige französische Offiziere, und auch der Engländer Bettelheim brachte seine Frau und Kinder hierher, um hier zu wohnen, und sie alle fordern, dass ihnen täglich etwas verabreicht werde, zu unserem ständigen Ärger und immerwährender Mühe. Wann immer ein englisches oder französisches Schiff einlief, erläuterten wir ihnen ernsthaft diese Missstände und baten sie, diese Leute mit sich fortzunehmen. Die Franzosen, im Wissen um unsere Nöte, gingen im Jahre 1848 in ihr eigenes Land und sind bisher nicht zurückgekehrt; doch Bettelheim hat lange Jahre hier verweilt und ging nicht fort, und jetzt hat er zudem Moreton mit seiner Familie hierher gebracht, damit sie hier ihren Wohnsitz nehmen, zum großen Unbehagen des Volkes …“

Als Perry im Mai 1853 Naha erreichte, war ihm Bettelheims Ruf bereits bekannt. In seinem persönlichen Tagebuch notierte er:

„Jeder, der in der letzten Zeit auch nur ein wenig von den Lew Chew-Inseln erfahren hat, der hat auch von einem Mr. Bettelheim gehört, einem englischen Missionar, der mit seiner Familie sieben Jahre lang im Dunstkreis dieser einzigartigen Menschen gelebt hat, welche Great Lew Chew bewohnen, und das im direkten Widerspruch zu deren Wünschen.“

### Späteres Leben
Sehr zur Erleichterung der Regierung von Lew Chewan verließen Mrs. Bettelheim und die Kinder Okinawa im Februar 1854 auf einem Versorgungsschiff. Bettelheim selbst reiste im Juli 1854 auf der Powhatan ab. Er beabsichtigte, nach England zurückzukehren, landete aber schließlich in New York. Nach ein paar Jahren zog er mit seiner Familie auf einen Bauernhof in Illinois. Von August bis Dezember 1863 diente er als Militärarzt im 106. Regiment der freiwilligen Infanterie von Illinois. Nach dem Bürgerkrieg zog er nach Odell, Illinois, wo er eine Drogerie betrieb und Vorträge über Okinawa und Japan hielt. Später zogen die Bettelheims nach Brookfield, Missouri. Bettelheim starb 1870 im Alter von 59 Jahren und ist mit seiner Frau in Brookfield, Missouri begraben.

## Nachwirkung
Am 18. Mai 1926 wurde zu Bettelheims Ehren ein Denkmal auf dem Gelände seines ehemaligen Wohnhauses auf Okinawa im Gokoku-ji, einem buddhistischen Tempel, enthüllt.

## Im Druck erschienene Werke
- Jesus Without Moses and Elias: A Sermon. 1843. (Gedruckte Predigt, 16 S.)
- Report of the Loo-Choo Naval Mission. 1847.
- Mit John L. Burt: Meteorological Observations, Napa-Keang, (Loo-Choo,) 1848-49. In: Transactions of the American Philosophical Society. Band 10, Teil 17, 1853.
- Loochoo Mission: Extracts from the Journal of the Society’s Missionary, Dr. Bettelheim, 1850-1852. 1852.
- Bettelheim übersetzte Teile des Neuen Testaments, diese wurden unter dem Titel Ryukyu-Yaku Fukuinsho (Ryūkyū-Übersetzung des Evangeliums) in den Jahren 1852 und 1855 in Hongkong veröffentlicht.[1]